# Gilbert Kirui
Gilbert Kiplangat Kirui (ur. 22 stycznia 1994) – kenijski lekkoatleta, długodystansowiec.

## Osiągnięcia
| Rok  | Impreza                               | Miejsce         | Konkurencja                   | Pozycja    | Wynik   |
| ---- | ------------------------------------- | --------------- | ----------------------------- | ---------- | ------- |
| 2011 | Mistrzostwa Afryki juniorów           | Gaborone        | bieg na 3000 m z przeszkodami | 1. miejsce | 8:25,03 |
| 2011 | Mistrzostwa świata juniorów młodszych | Lille Metropole | bieg na 2000 m z przeszkodami | 2. miejsce | 5:30,49 |
| 2012 | Mistrzostwa świata juniorów           | Barcelona       | bieg na 3000 m z przeszkodami | 2. miejsce | 8:19,94 |

## Rekordy życiowe
- bieg na 3000 metrów z przeszkodami – 8:06,96 (2013)